# Małpa (film)
Małpa (ang. The Monkey) – amerykański horror z 2025 roku, którego reżyserem jest Osgood Perkins. Film oparty na opowiadaniu Stephena Kinga Małpa ze zbioru Szkieletowa załoga z 1985 roku.
Film opowiada o braciach bliźniakach, których życie zostaje wywrócone do góry nogami przez przeklętą małpkę-zabawkę powodującą przypadkowe, przerażające zgony wokół nich.
Światowa premiera odbyła się 19 lutego 2025, a premiera w Polsce odbyła się 7 marca 2025.

## Fabuła
Bliźniacy Hal i Bill znajdują na strychu starą zabawkową małpkę ojca. Wkrótce po tym następuje ciąg niefortunnych zdarzeń, który do końca życia odbije się na psychice braci. Dwadzieścia pięć lat później Hal jest skłócony zarówno z Billem, jak i własnym synem Peteyem, którego widuje tylko raz w roku ze strachu, że małpa wróci i go zabije. Tymczasem Ida ginie nagle w dziwacznym wypadku. Bill dzwoni do Hala i nalega, aby pojechał do domu Idy, twierdząc, że podejrzewa, że małpa wróciła i ktoś nakręcał jej klucz. Kiedy Hal i Petey przybywają do domu Idy, dowiadują się, że Bill mieszka w mieście i teraz włada małpą, ponieważ od dawna podejrzewał, że śmierć Lois została spowodowana przez Hala, który próbował go zabić, więc spędził lata czekając na powrót małpy, aby użyć jej w odwecie. Bill podejrzewa, że ktokolwiek nakręci jej klucz, jest odporny na zostanie następną ofiarą i mówi Halowi, że pozwoli Peteyowi nakręcić klucz, aby zapewnić sobie bezpieczeństwo; w przeciwnym razie Bill będzie bezlitośnie nakręcał go, aż Hal zostanie zabity, bez względu na to, kto jeszcze zginie w mieście. Bill w końcu się poddaje, a bliźniacy godzą się ze wspólnym żalem po stracie matki i przepraszają się nawzajem. Niedługo potem małpa uderza w bębny po raz ostatni, a Bill zostaje nagle ścięty przez kulę do kręgli z imieniem Lois. Jadąc przez teraz zdewastowane miasto, Hal i Petey akceptują swój los jako właścicieli małpy, aby zapobiec ponownemu nakręceniu klucza. 

## Obsada
- Theo James jako Hal i Bill Shelburn
- Tatiana Maslany jako Lois
- Christian Convery jako młodzi Hal i Bill
- Colin O'Brien jako Petey Shelburn Jr., syn Hala
- Elijah Wood jako Ted
- Rohan Campbell jako Ricky
- Sarah Levy jako Ida Zimmer, ciotka Hala i Billa
- Osgood Perkins jako Chip Zimmer, starszy brat Lois i wujek Hala i Billa
- Tess Degenstein jako Barbara, agentka nieruchomości
- Danica Dreyer jako Niania Annie
- Laura Mennell jako Mama Peteya[5]

## Produkcja
Reżyser Frank Darabont pierwotnie posiadał prawa filmowe do opowiadania Stephena Kinga i planował rozpocząć pracę nad adaptacją filmową po ukończeniu Mgły (2007), będącej adaptacją jednej z nowel Kinga. Projekt nigdy nie doszedł do skutku. 
Przed targami filmowymi w Cannes w 2023 roku Black Bear Pictures ogłosiło, że adaptacja filmowa Małpy jest w fazie rozwoju i jest dostępna do sprzedaży dystrybutorom. Osgood Perkins został zatrudniony do napisania scenariusza i wyreżyserowania filmu, a James Wan został producentem. W marcu 2024 roku do obsady dołączyli Tatiana Maslany, Elijah Wood, Christian Convery, Colin O'Brien, Rohan Campbell i Sarah Levy.
Główne zdjęcia kręcono w Vancouver od 5 lutego do 22 marca 2024 roku. Oryginalna historia Stephena Kinga przedstawia małpę uderzającą w talerze, ale w filmie talerze zastąpiono bębnem. Według Perkinsa zmiana ta została wprowadzona, ponieważ producent filmu uważał, że The Walt Disney Company posiada prawa do wersji zabawki uderzającej w talerze na podstawie jej pojawienia się w Toy Story 3.